# Camp Crook
Camp Crook è un comune degli Stati Uniti d'America, situato in Dakota del Sud, nella contea di Hardng.